# Азанчевский-Азанчеев, Всеволод Николаевич
Все́волод Никола́евич Азанче́вский-Азанче́ев (11 апреля 1864 — не ранее 1917) — российский государственный деятель, томский губернатор.

## Биография
Родился в дворянской семье. Предки мужского пола были военными. Дед по мужской линии, Павел Матвеевич Азанчевский, участвовал в Бородинском сражении (26 августа (7 сентября) 1812 года).
Окончил юридический факультет Московского университета (1889). Занимал разные должности в Корчевском уезде Тверской губернии (1889—1905).
1 декабря 1902 года был назначен саратовским вице-губернатором, в январе-апреле 1903 года исполнял обязанности губернатора. С 1903 года служил харьковским вице-губернатором, а в 1904 года также был исполняющим обязанности харьковского губернатора.
Назначенный томским губернатором в декабре 1904 года, прибыл в Томск 7 апреля 1905 года.
Стремясь навести порядок в губернии, лично курировал дела находившихся под надзором полиции.

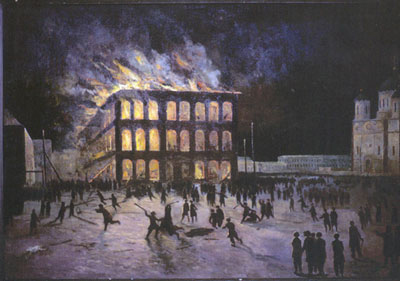
Черносотенный погром 1905 года в Томске автор картины — Владимир Вучичевич-Сибирский

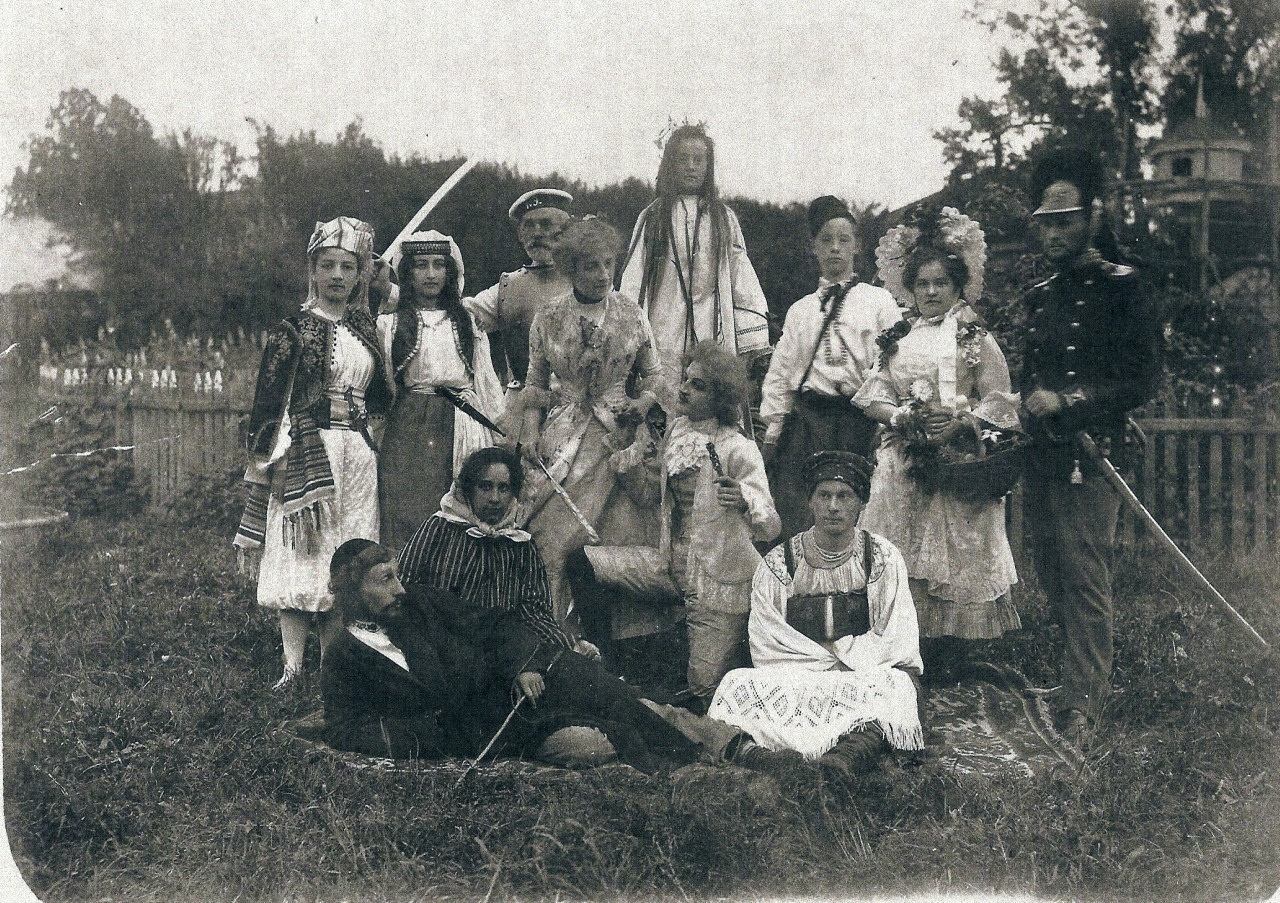
Карнавал в имении Азанчевских. Азанчеев лежит на траве.

При губернаторстве Азанчевского в Томске произошла одна из величайших томских трагедий — 20 октября (2 ноября) 1905 года во время черносотенного погрома были сожжены здания Королёвского театра и управления железной дороги, погибло несколько десятков человек.
8 ноября 1905 года Азанчевский был уволен с должности губернатора.
Последние годы жизни провёл, в основном, в своём домовладении в Москве и в своём поместье в Корчевском уезде. Состоял действительным членом Общества потомков участников Отечественной войны 1812 и Русского фотографического общества с 1909 года.

## Оценки современников
Депутат Государственной думы от Томска А. И. Макушин публично обвинил Азанчевского в том, что он не только попустительствовал черносотенному погрому в октябре 1905 года, но «до некоторой степени им и руководительствовал».
По сведениям газеты «Сибирский вестник», железнодорожные служащие станции Каинск перецепили вагон, в котором Азанчевский следовал в европейскую часть России, и направили его на восток. Бывший губернатор был вынужден несколько дней скрываться на железнодорожной станции Тайга.